# Diane James

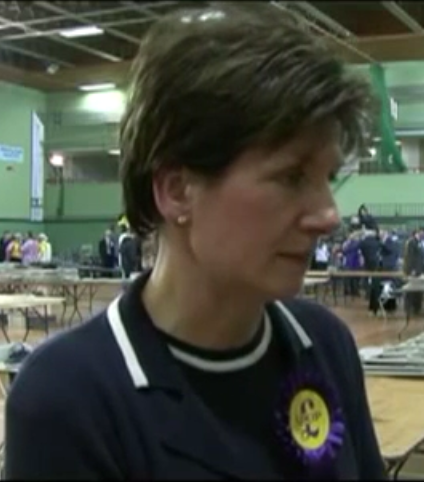
Diane James (2013)

Diane Martine James (* 20. November 1959 in Bedford) ist eine britische Politikerin (UK Independence Party, kurz UKIP).

## Leben
James besuchte die Rochester Grammar School for Girls und studierte an der Thames Valley University. James wurde bei der Europawahl 2014 Abgeordnete ins Europäische Parlament gewählt. Dort war sie Mitglied im Ausschuss für Binnenmarkt und Verbraucherschutz. Sie trat der Fraktion Europa der Freiheit und der direkten Demokratie bei. 
Am 16. September 2016 gewann sie eine Urwahl der UKIP, die nach dem Rücktritt des langjährigen UKIP-Vorsitzenden Nigel Farage nötig geworden war. Damit war sie designierte UKIP-Parteivorsitzende. Achtzehn Tage später erklärte sie, das Amt der UKIP-Parteivorsitzenden „aus persönlichen und beruflichen Gründen“ nicht anzutreten; dafür erntete sie in der Öffentlichkeit und in Medien Unverständnis und Spott.
Am 21. November 2016 erklärte sie ihren Austritt aus der UKIP.
Vom 5. Februar 2019 bis zum 1. Juli 2019 war sie Mitglied der Brexit Party.